# Zandkantse Leij
De Zandkantse Leij is een riviertje in de Nederlandse provincie Noord-Brabant. Hij heeft een lengte van zo'n 5 kilometer en een verval van 6 meter. De rivier passeert ook nog belangrijke natuurgebieden zoals De Brand en het Nationaal Park De Loonse en Drunense Duinen.

## Verloop
De Zandkantse Leij begint als een aftakking van de Zandleij ter hoogte van Molenstraat. Vervolgens passeert hij het natuurgebied De Brand, waar hij veel kwel opvangt en afvoert. Verder passeert hij enkele dorpen en gehuchtjes zoals: Schoorstraat en Loonse Hoek. Vervolgens loopt het nog verder door De Brand, en niet veel later komt hij terecht in de Zandleij.

## Geschiedenis
De Zandkantse Leij is vermoedelijk in de 14e eeuw gegraven, en diende daarna als middenloop van de pas latere gegraven Zandleij. In de jaren 60 van de 20e eeuw kwam hier echter een eind aan. Vanwege capaciteitsproblemen in de Zandleij werd er een omleiding gegraven. En tegenwoordig dient de omleiding als middenloop van de Zandleij.